# Diana Island
Diana Island är en ö i Kanada.   Den ligger i territoriet Nunavut, i den östra delen av landet, 1 800 km norr om huvudstaden Ottawa. Arean är 36 kvadratkilometer.
Terrängen på Diana Island är lite kuperad. Öns högsta punkt är 247 meter över havet. Den sträcker sig 12,1 kilometer i nord-sydlig riktning, och 6,0 kilometer i öst-västlig riktning.
Trakten runt Diana Island består i huvudsak av gräsmarker.